# Neptis metella
Neptis metella är en fjärilsart som beskrevs av Doubleday och William Chapman Hewitson 1850. Neptis metella ingår i släktet Neptis och familjen praktfjärilar. Inga underarter finns listade i Catalogue of Life.